# Кулбаково
Кулбаково (баш. Ҡолбаҡ) — деревня в Кигинском районе Республики Башкортостан Российской Федерации. Входит в состав Арслановского сельсовета.

## География

### Географическое положение
Находится на правом берегу реки Ай.
Расстояние до:
- районного центра (Верхние Киги): 42 км,
- центра сельсовета (Арсланово): 12 км,
- ближайшей ж/д станции (Сулея): 47 км.

## Население
| 2002 | 2009 | 2010 |
| ---- | ---- | ---- |
| 312  | ↗390 | ↘322 |

Национальный состав
Согласно переписи 2002 года, преобладающая национальность — башкиры (97 %).

## Религия
Ислам 
- Мечеть